# When a Woman Sins
When a Woman Sins er en amerikansk stumfilm fra 1918 af J. Gordon Edwards.

## Medvirkende
- Theda Bara - Lilian Marchard / Poppea
- Josef Swickard - Mortimer West
- Albert Roscoe - Michael West
- Alfred Fremont - Augustus Van Brooks
- Jack Rollens - Reggie West
- Genevieve Blinn
- Ogden Crane - Stone